# Rökkurró
Rökkurró ['rœhkʏrou:] (isl. : rökkur « crépuscule »;  et ró « calme ») est un groupe islandais de pop rock, originaire de Reykjavik. Il est constitué actuellement de trois des cinq membres fondateurs, Hildur Kristín Stefánsdóttir (chant, violoncelle), Árni Þór Árnason (guitare, claviers) et Björn Pálmi Pálmason (batterie), ainsi que Axel (guitare), Helga (piano) et Skúli (basse). La voix caractéristique de Hildur Stefánsdóttir donne aux chansons du groupe leur touche reconnaissable.

## Biographie
Rökkurró est formé au début de 2006 par Hildur Kristín Stefánsdóttir (chant, violoncelle), Arnór Gunnarsson (guitare), Árni Þór Árnason (guitare, claviers), Björn « Bibbi » Pálmi Pálmason (batterie) et Ingibjörg Elsa Turchi (basse, accordéon), qui se réunissent pour répéter dans le grenier de Björn à Reykjavík.
Ils se produisent pour la première fois sur scène en mars de la même année, dans un petit club de la capitale islandaise. Des concerts plus importants, qui font accéder le groupe à un début de popularité dans son pays d'origine, ont lieu au cours de l'année, notamment à l'occasion du plus important festival de musique d'Islande, Iceland Airwaves. Le groupe sort un EP auto-produit, peu avant d'être repéré par la maison de disques islandaise 12 Tónar. C'est ici que paraît leur premier album Það kólnar í kvöld... le 17 octobre 2007 en Islande, après plusieurs mois d'enregistrement en studio. Rökkurro effectue en 2008 une tournée européenne aux côtés de l'artiste islandais Ólafur Arnalds, entre autres en Allemagne, aux Pays-Bas, et en Suisse. Le guitariste Arnór Gunnarsson quitte le groupe en 2008, remplacé ensuite par Axel.
Le succès inattendu de leur deuxième album Í Annan Heim, produit par Alex Somers, vaut à Rökkurró une notoriété au-delà des frontières islandaises, et des critiques positives de la part des médias internationaux parmi lesquels The Guardian et Clash Magazine, ce dernier publiant une interview du groupe en octobre 2010. Une nouvelle pianiste, Helga, rejoint le groupe en 2011. La même année, la chanteuse Hildur part étudier au Japon, le groupe fait alors une pause jusqu'à son retour. L'arrivée de Skúli en tant que nouveau bassiste est annoncée à l'automne 2013, à la suite du départ d'Ingibjörg plus tôt dans l'année.
Un troisième album Innra, partiellement chanté en anglais, paraît le 27 octobre 2014. Rökkurro entreprend à cette occasion une nouvelle tournée européenne à partir de novembre 2014, avec notamment des dates en Allemagne, en France, en Italie et au Royaume-Uni,.

## Discographie

### Albums studio
- 2007 : Það kólnar í kvöld...
- 2009 : Tour EP 2009 (sorti seulement en 300 exemplaires environ)
- 2010 : Í annan heim
- 2014 : Innra